# Allothrissops
Allothrissops  è un genere di pesci ossei estinto, appartenente agli ittiodectiformi. Visse nel Giurassico superiore (Titoniano, circa 150 - 148 milioni di anni fa) e i suoi resti fossili sono stati ritrovati in Europa.

## Descrizione
Questo pesce dalla forma slanciata solitamente non superava la lunghezza di circa 30 centimetri; possedeva un corpo allungato, una coda profondamente biforcuta e dal lobo inferiore leggermente più lungo di quello superiore, un cranio corto e mascelle corte. La pinna dorsale era molto arretrata e pressoché opposta alla pinna anale, leggermente avanzata e di forma allungata. La regione occipitale era caratterizzata da un parasfenoide terminante ben al di sotto del condilo occipitale, al contrario di quanto si riscontra solitamente negli altri ittiodectiformi.

## Classificazione
Allothrissops è un rappresentante degli ittiodectiformi, un gruppo di teleostei arcaici dalle abitudini solitamente predatorie, che potevano raggiungere dimensioni enormi. In particolare, sembra che Allothrissops fosse una delle forme più arcaiche e primitive; era affine al ben noto Thrissops, ma se ne differenziava principalmente per alcune caratteristiche craniche. 

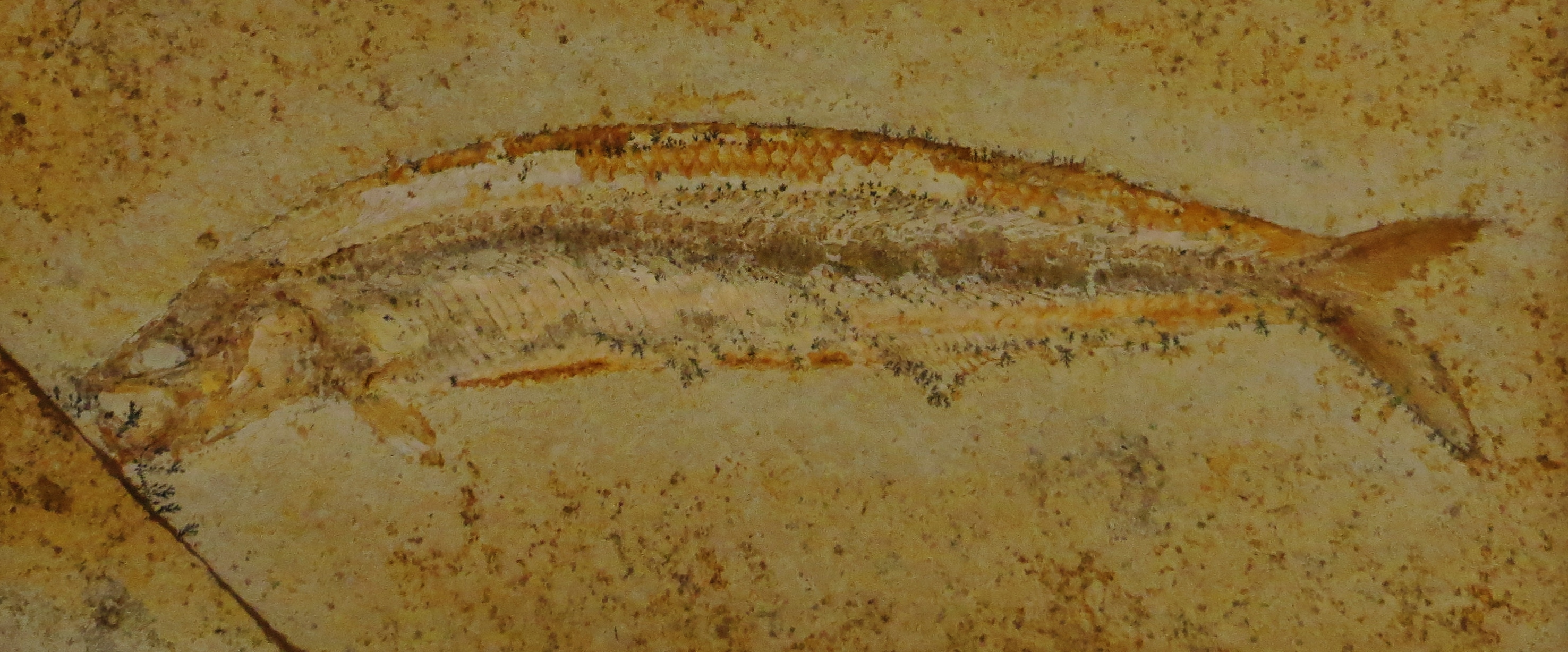
Fossile di Allothrissops mesogaster

Il genere Allothrissops venne istituito nel 1964 da Nybelin per accogliere alcune specie di teleostei arcaici descritti precedentemente. La specie tipo è Allothrissops salmoneus, descritta inizialmente da de Blainville nel 1818 come Clupea salmonea e provenienti dal Titoniano della Germania. Altre specie attribuite a questo genere sono A. mesogaster, anch'esso del Titoniano tedesco, e A. regleyi del Giurassico superiore della Francia. Le specie variano principalmente per la forma delle ossa extrascapolari e supraneurali e per la lunghezza degli epineurali (Cavin et al., 2013).